# Freikorps Roßbach
Il Freikorps Roßbach (o Freiwillige Sturmabteilung Roßbach) fu un corpo franco (Freikorps), la cui storia operativa si svolse nella Prussia occidentale, nelle repubbliche baltiche e in Germania. Tra le sue operazioni più significative vi fu il salvataggio della Eiserne Division (Divisione d'Acciaio) dalla distruzione nei pressi di Thorensberg (l'odierna Torņakalns, sobborgo di Riga) nel novembre del 1919. Attaccato l'esercito lituano che aveva circondato la Divisione, il corpo franco irruppe attraverso l'accerchiamento impegnando i lituani abbastanza a lungo da consentire alla Eiserne Division di mettersi in salvo. Il corpo franco prese il suo nome dallo storico comandante Gerhard Roßbach.
Rudolf Höss (in seguito comandante ad Auschwitz) scrisse a proposito della sua esperienza sul Baltico:
Il combattimento sul Baltico fu più selvaggio e disperato di qualsiasi altro affrontato dai Freikorps prima e dopo. Non vi era alcuna linea di fronte; il nemico era dappertutto. Allorquando vi era uno scontro, si trasformava in un massacro fino a giungere al totale annientamento.
Ricevuto l'ordine di scioglimento dell'unità da parte del governo tedesco una volta ritornato dal Baltico nel dicembre del 1919 Roßbach rifiutò. L'unità venne sciolta solamente dopo il Putsch di Kapp, venendo successivamente utilizzata per costituire lo Jäger-Bataillon 39 della Reichswehr.
Anche dopo il suo scioglimento continuò ad operare sotto copertura, ad esempio come associazione di lavoratori o agenzia di investigazione. Suoi elementi combatterono nuovamente contro i polacchi in Alta Slesia e parteciparono al Putsch di Monaco. La dissoluzione definitiva dell'unità si ebbe solamente il 9 novembre del 1933, durante una cerimonia commemorativa tenutasi in occasione del decennale del fallito Putsch di Monaco.

## Storia

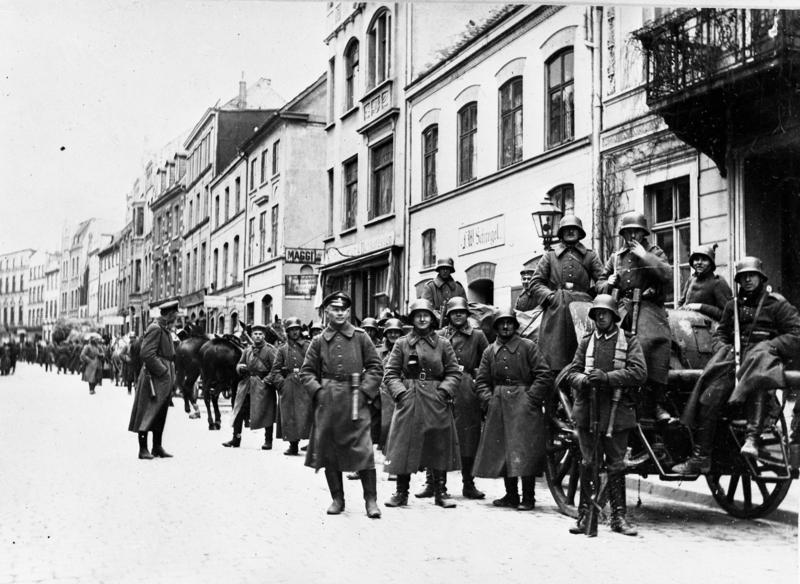
Unità del Freikorps Roßbach a Wismar durante il Putsch di Kapp, 1920.

Il Freikorps Roßbach venne creato dal tenente Gerhard Roßbach (1893-1967) su ordine delle autorità militari della fortezza di Graudenz (l'odierna Grudziądz) nella Prussia Occidentale. L'unità appena costituita comprendeva, in data 22 novembre 1918, 4 ufficiali, 11 sottoufficiali e 66 soldati. Come molti altri corpi franchi, e come d'uso sbrigativo nelle forze armate tedesche, prese il nome del suo comandante, assumendo la denominazione Freiwillige Grenzschutz Maschinengewehr-Kompanie (MGK) Roßbach (letteralmente "Compagnia mitraglieri della Guardia di frontiera volontaria Roßbach"). Fino alla fine del 1918 questa unità militare fu dislocata a sud di Strasburg in Westpreußen (l'odierna Brodnica), facendo parte del Grenzschutz Ost (letteralmente "Guardia alla frontiera Est", complesso delle unità militari irregolari a difesa dei confini orientali dell'ex Impero tedesco). Nel gennaio del 1919 il corpo franco venne ritirato dal confine e dislocato nell'interno della Prussia Occidentale per sedare disordini e insurrezioni, principalmente a Strasburg, Thorn (Toruń) e Briesen (Wąbrzeźno). 
Dopo un ulteriore periodo in Prussia Occidentale con mansioni d'ordine pubblico, il Freikorps Roßbach, che nel frattempo aveva raggiunto una consistenza di quasi mille uomini, si spostò nell'area baltica nell'ottobre del 1919. Roßbach aveva in precedenza inviato numerose richieste di trasferimento in quel teatro bellico all'Oberste Heeresleitung (OHL), di stanza a Kolberg (Kołobrzeg) dal gennaio 1919. Sebbene l'OHL fosse a conoscenza della precaria situazione delle forze tedesche impegnate nei Paesi baltici, le richieste di Roßbach erano state sempre respinte per ragioni di politica estera. Roßbach, peraltro ricercato per ammutinamento e rifiuto di obbedire agli ordini, varcò nondimeno il confine lituano. 
Il Freikorps Roßbach si schierò con l'Armata dei volontari delle province occidentali di Pavel Rafailovič Bermondt-Avalov e l'Eiserne Division, fortemente provate dai precedenti scontri. Il corpo franco venne impegnato sul fronte di Düna (Daugava). Sostenendo pesanti perdite impedì l'accerchiamento della Eiserne Division e consentì una ritirata ordinata delle forze alleate. Il 16 dicembre del 1919 le unità del Freikorps Roßbach furono tra le ultime ad attraversare il confine, rientrando in Germania.
A Ratzeburg (Racibórz) Roßbach ricevette l'ordine di smobilitare il suo corpo franco. Un numero significativo di membri del corpo franco rimase nella Prussia Orientale, lavorando in società fantasma che fungevano da copertura alle loro attività. 
Al manifestarsi del Putsch di Kapp il 13 marzo del 1920, Roßbach tornò a mobilitare il corpo franco. Le unità si raccolsero a Görries presso Schwerin, venendo equipaggiate dalla Reichswehr ed integrate nella Reichswehr Brigade 9 sotto il comando del maggiore generale Paul Emil von Lettow-Vorbeck (1870-1964). Venne utilizzato per sedare disordini scoppiati in seguito al Putsch, inizialmente nel Meclemburgo e dall'aprile 1920, nella regione della Ruhr.
Dopo il nuovo decreto di scioglimento del Freikorps, il 20 maggio del 1920, diversi suoi membri rimasero in stretto contatto, lavorando in cooperative agricole nel Meclemburgo e in Pomerania. Tutti gli ex combattenti vennero registrati nell'Arbeitsgemeinschaft Roßbach. Con circa 1500 membri, tale gruppo aveva sezioni locali in varie parti dell'ex Impero tedesco e manteneva stretti contatti con la Reichswehr.
Il gruppo della Slesia dell'Arbeitsgemeinschaft Roßbach prese parte alla soppressione della Terza rivolta slesiana in Alta Slesia, scoppiata il 3 maggio 1921. La rivolta, animata dai nazionalisti polacchi, si prefiggeva di porre le forze di occupazione alleate dinanzi al fatto compiuto, ottenendo la secessione dalla Germania. Roßbach organizzò le "sue" forze a Kreuzburg (Kluczbork). I membri del Freikorps combatterono al fianco della Selbstschutz Oberschlesien con il nome di Freiwilligen-Abteilung Schlesien. Negli scontri ebbero 12 morti e 49 feriti. Fu in questo contesto che avvenne la definitiva politicizzazione della formazione militare, schierata su posizioni nazionaliste e di estrema destra. Aumentarono inoltre gli omicidi politici di elementi considerati traditori dell'organizzazione, quale quello del maestro elementare Walther Kadow, a cui parteciparono il sergente Rudolf Franz Ferdinand Höß (futuro comandante del lager di Auschwitz) e Martin Bormann (futuro gerarca nazista). 
Al termine della campagna in Slesia, il Freikorps venne sciolto su pressione del governo tedesco. Roßbach costituì organizzazioni "eredi" del Freikorps. Nel 1922, si stima che 20-30000 uomini facessero parte di tali gruppi. 
Gerhard Roßbach in seguito entrò nel movimento völkisch.

## Informazioni generali
- Comandante: Gerhard Roßbach

- Costituita nella zona Generalkommando XVII. Armeekorps Danzig (Prussia occidentale)

- Forza di combattimento: 992 uomini

## Membri significativi
(le cariche indicate sono le massime raggiunte durante il Terzo Reich)
- SA-Gruppenführer Richard Aster
- Reichsleiter & SS-Obergruppenführer & SA-Obergruppenführer Martin Bormann
- SS-Oberstgruppenführer und Generaloberst der Polizei Kurt Daluege
- Deputato del Reichstag & SA-Gruppenführer Karl Ernst
- SS-Gruppenführer Hermann Fegelein (membro delle Freiwilligen Verbandes Roßbach-Jugend 1926-1927)
- Deputato del Reichstag SA-Obergruppenführer Edmund Heines
- SA-Obergruppenführer Wolf-Heinrich Graf von Helldorf
- SS-Gruppenführer Otto Hellwig
- SS-Hauptsturmführer Rudolf Höss (comandante di Auschwitz)
- Ernst Jünger (scrittore)
- SS-Obergruppenführer e Generale delle Waffen-SS Dr Hans Kammler
- Wilhelm Landig (Leader del gruppo occultista di Vienna)
- SS-Standartenführer Helmuth Raithel (Waffen-SS)
- SA-Brigadeführer Paul Röhrbein
- SS-Brigadeführer Ulrich Scherping
- SS-Gruppenführer Fritz Schlessman
- SS-Oberführer Otto Somann
- SS-Hauptsturmführer Franz Stark (ufficiale degli Einsatzgruppen, nato negli USA)

## Insegne
I membri del Freikorps Roßbach indossavano una placca dorata sulla manica destra rappresentante la croce di sant'Uberto (un crocifisso posto tra le corna di un teschio di cervo) al di sopra di un distintivo recante i colori nazionali, nero, bianco e rosso. Come componenti delle truppe di difesa delle frontiere del XVII. Armeekorps, i membri del Freikorps Roßbach indossavano il distintivo di questo corpo: un abete stilizzato in oro con sciabole incrociate. 
Durante la loro partecipazione alla soppressione dei moti della Ruhr (marzo-aprile 1920) contro l'Armata Rossa Ruhr i membri del Freikorps Roßbach dipinsero una freccia bianca sui loro elmetti, un segno distintivo che venne usato solamente in questa occasione.